# كورتلاند سوتون
كورتلاند سوتون (بالإنجليزية: Courtland Sutton)‏ هو لاعب كرة قدم أمريكية أمريكي، ولد في 10 أكتوبر 1995 في برينهام في الولايات المتحدة.

## وصلات خارجية
- كورتلاند سوتون على موقع كلية كرة السلة في سبورتس رفرنس.كوم (الإنجليزية)
- كورتلاند سوتون على موقع ريلجم (الإنجليزية)
- كورتلاند سوتون على موقع مرجع كرة القدم المحترفة.كوم (الإنجليزية)